# Tulkok
A tulkok (Bovini) az emlősök (Mammalia) osztályának párosujjú patások (Artiodactyla) rendjébe, ezen belül a tülkösszarvúak (Bovidae) családjába és a tulokformák (Bovinae) alcsaládjába tartozó nemzetség.
A nemzetségbe ma már csak 16 élő faj tartozik.
Manapság a legtöbb faj Ázsia területén fordul elő, azonban egy-egy faj még megtalálható Európában, Afrikában és Észak-Amerikában is; azonban ha a fosszilis fajokat is számításba vesszük, a többi kontinens is korábban fajgazdagabb volt. Ebbe a nemzetségbe tartoznak a legnagyobb és legtestesebb tülkösszarvúak.

## Rendszerezés
A nemzetségbe az alábbi 3 alnemzetség, 5 élő nem és 19 fosszilis nem tartozik:
- A nemzetségen belül incertae sedis besorolású nemek, azaz még nincsenek alnemzetségekbe foglalva
  - †Alephis (Gromolard, 1980)
  - †Eosyncerus (Vekua, 1972)
  - †Jamous (Geraads et al., 2008)
  - †Probison (Sahni & Khan, 1968)
  - †Simatherium (Dietrich, 1941)
  - †Udabnocerus (Burchak-Abramovich & Gabashvili, 1969)

- Bovina (J. E. Gray, 1821) - alnemzetség
  - †Adjiderebos (Dubrovo & Burchak-Abramovich, 1984)
  - bölény (Bison) C. H. Smith, 1827 – 2 élő faj
  - tulok (Bos) Linnaeus, 1758 – 7 élő faj
  - †Epileptobos (Hooijer, 1956)
  - †Ioribos (Vekua, 1972)
  - †Leptobos Rütimeyer, 1878
  - †Pelorovis Reck, 1928
  - †Platycerabos (Barbour & Schultz, 1942)
  - †Protobison (Burchak-Abramovich, Gadzhiev & Vekua, 1980)
  - †Urmiabos (Burchak-Abramovich, 1950)
  - †Yakopsis (Kretzoi, 1954)

- Bubalina Rütimeyer, 1865 - alnemzetség
  - Bubalus C. H. Smith, 1827 – 5 élő faj
  - †Hemibos (Falconer, 1865)
  - †Parabos (Arambourg & Piveteau, 1929)
  - †Proamphibos (Pilgrim, 1939)
  - Syncerus Hodgson, 1847 – 1 élő faj
  - †Ugandax Cooke & Coryndon, 1970

- Pseudorygina (Hassanin & Douzery, 1999) - alnemzetség
  - Pseudoryx Dung, Giao, Chin, Tuoc, Arctander & MacKinnon, 1993 – 1 élő faj

## Fordítás
- Ez a szócikk részben vagy egészben  a   Bovini című angol Wikipédia-szócikk ezen változatának fordításán alapul.  Az eredeti cikk szerkesztőit annak laptörténete sorolja fel. Ez a jelzés csupán a megfogalmazás eredetét és a szerzői jogokat jelzi, nem szolgál a cikkben szereplő információk forrásmegjelöléseként.
- Ez a szócikk részben vagy egészben  a   Bovina (subtribe) című angol Wikipédia-szócikk ezen változatának fordításán alapul.  Az eredeti cikk szerkesztőit annak laptörténete sorolja fel. Ez a jelzés csupán a megfogalmazás eredetét és a szerzői jogokat jelzi, nem szolgál a cikkben szereplő információk forrásmegjelöléseként.
- Ez a szócikk részben vagy egészben  a   Bubalina című angol Wikipédia-szócikk ezen változatának fordításán alapul.  Az eredeti cikk szerkesztőit annak laptörténete sorolja fel. Ez a jelzés csupán a megfogalmazás eredetét és a szerzői jogokat jelzi, nem szolgál a cikkben szereplő információk forrásmegjelöléseként.